# ماي باكلي
ماي باكلي (بالإنجليزية: May Buckley)‏ هي ممثلة أمريكية، (ولدت في سان فرانسيسكو في الولايات المتحدة 1875  م).

## وصلات خارجية
- ماي باكلي على موقع IMDb (الإنجليزية)
- ماي باكلي على موقع قاعدة بيانات برودواي على الإنترنت (الإنجليزية)